# Giáo hội Phương Đông Assyria
Giáo hội Phương Đông Assyria  tên chính thức là Giáo hội Phương Đông Thánh thiện Tông truyền Công giáo Assyria (tiếng Syriac: ܥܕܬܐ ܩܕܝܫܬܐ ܘܫܠܝܚܝܬܐ ܩܬܘܠܝܩܝ ܕܡܕܢܚܐ ܕܐܬܘܪܝܐ ʻIttā Qaddishtā w-Shlikhāitā Qattoliqi d-Madnĕkhā d-Āturāyē) là một nhánh của Kitô giáo Syriac có lịch sử phát triển tập trung ở vùng Assyria/Assuristan, miền bắc Lưỡng Hà. Đây là một trong những giáo hội tuyên bố kế thừa Tòa Thượng phụ Seleucia-Ctesiphon của Giáo hội Phương Đông trong lịch sử. Không giống với hầu hết các giáo hội theo nguồn gốc cổ xưa khác, Giáo hội Phương Đông Assyria hiện đại không hiệp thông với bất kỳ giáo hội nào khác, kể cả Chính Thống giáo Đông phương, Chính Thống giáo Cổ Đông phương hay Công giáo Rôma.
Về mặt thần học, Giáo hội được gắn với giáo thuyết Nestorius, dẫn đến việc giáo hội này cũng được biết đến với tên gọi là "Giáo hội Nestorian", mặc dù những người lãnh đạo giáo hội đã ở bác bỏ tên gọi Nestorian. Giáo hội này chỉ chấp nhận công đồng Nicea và tách khỏi các giáo hội Tây phương trong tiến trình li giáo Nestorius vào thế kỉ thứ 5. Tuy nhiên, giáo lý của giáo hội này không thể được xem là thuyết Nestorius. Nestorius chống lại tước hiệu Mẹ Thiên Chúa (Theotokos) của Trinh nữ Maria và chỉ gọi là Mẹ Đức Kitô (Christotokos). Những người chống Nestorius cho rằng ông ta chia Đức Kitô làm 2 ngôi vị: Thiên Chúa Ngôi Lời không chịu đau khổ và chết trên thập tự giá, còn Giêsu con người thì bị như vậy, và Thiên Chúa Ngôi Lời thông suốt mọi sự, còn Giêsu con người thì có tri thức giới hạn; tuy nhiên Netorius khẳng định ông tin rằng Đức Kitô thực sự là một ngôi vị (tiếng Hi Lạp: prosopon). Giáo lý của Giáo hội Assyrian cho rằng Đức Kitô có hai bản thể (qnome, essences) không hoà lẫn nhưng vĩnh viễn thống nhất trong một ngôi vị - điều này khác với thuyết Nestorius.
Do phát triển bên trong Đế quốc Ba Tư, giáo hội này nhanh chóng đi theo tiến trình khác với các giáo hội Kitô giáo Đông phương khác. Lúc đầu, giáo hội hình thành từ những cộng đồng Kitô hữu người Assyria trong vùng Assuristan của Đế quốc Parthia; và theo thời gian đã phát triển lan rộng từ trung tâm là Lưỡng Hà tới Trung Quốc và Ấn Độ. Một tranh chấp về quyền kế vị đã dẫn đến sự ly khai vào năm 1552, kết quả là có hai người tranh chức Thượng phụ. Một trong hai phía đã trở thành Giáo hội Phương Đông Assyria hiện đại, trong khi phía kia được gọi là Giáo hội Công giáo Chadea (Canđê) đã hiệp thông với Giáo hội Công giáo Rôma mà người đứng đầu sau này mang tước hiệu "Thượng phụ của người Chaldea".
Người đứng đầu Giáo hội hiện nay là Đức Thượng phụ Mar Dinkha IV, ngai tòa đặt ở Chicago, Illinois, Hoa Kỳ. Bên dưới Thượng Phụ là một số Tổng Giám mục, Giám mục, các linh mục và phó tế đang phục vụ tại các giáo phận và các giáo xứ ở Trung Đông, Ấn Độ, Bắc Mỹ, Châu Đại Dương và Châu Âu (bao gồm cả vùng Kavkaz và Nga). Trong chuyến viếng thăm Toà Thánh Vatican của Mar Dinkha IV từ 7 đến 9 tháng 11 năm 1984, đã nêu yêu cầu rằng người ta đừng gọi Giáo hội của ông là "Nestoria" nữa, và bày tỏ hy vọng rằng sẽ có một tuyên ngôn chung giữa ông và Giáo hoàng Rôma để diễn tả đức tin chung của hai giáo hội vào Đức Giêsu Kitô, Con Thiên Chúa Nhập Thể, sinh bởi Trinh nữ Maria.
Giáo hội sử dụng phương ngữ Syriac của ngôn ngữ Aramaic trong cử hành Phụng vụ theo Nghi lễ Đông Syria, có ba Anaphora (Kinh nguyện Thánh Thể hay Kinh Thượng Tiến, Kinh Tiến Hiến) quan trọng nhất được sử dụng, được cho là bắt nguồn từ các thánh Addai và Mari, Theodorus thành Mopsuestia và Nestorius. Hiện nay, giáo hội này có khoảng 400.000 - 500.000 tín hữu.